# الشحاذ (رواية)
الشحاذ هي رواية للأديب العالمي نجيب محفوظ التي صدرت في العام 1965. ويُعد نجيب محفوظ من أهم كتاب القرن العشرين. وهو أول مصري يحصل على جائزة نوبل في الأدب.

## محتوى الرواية
تعتبر رواية الشحاذ من الروايات العربية الفلسفية. تتحدث الرواية باختصار عن حالة «الإفلاس المعنوي» عند الإنسان. السؤال المطروح لتلك الرواية هو: أين مكمن الحياة الذي يبني عليه الإنسان حياته؟، والمشكلة التي تعالجها هي البحث عن مغزى الحياة ومعناها، وذلك من خلال استعراض وقائع حياة بطل الرواية «عمر الحمزاوي». إنها رواية فلسفية بامتياز، تندرج ضمن الفلسفات الوجودية التي عالجت موضوع «الملل»، وإن كان نجيب محفوظ قد أطلق عليه لفظًا بديلًا هو «الضجر»، فهو يقول على لسان بطل روايته «ما أفظع الضجر»، وهو يرى أن «الضجر» هو «الحموضة التي تفسد العواطف». والضجر في اللغة يجمع بين الضيق والملل والسأم والقلق، وكلها مفاهيم ومصطلحات مألوفة في الفلسفة الوجودية.
رواية «الشحاذ» هي محاولة اكتشاف هذا العالَم، إن الفلسفة الأساسية عند بطل «الشحاذ» هي البحث عن مغزى الحياة ومعناها، إنها البحث عن المجهول والانتصار عليه وليس الاستسلام له. إنها تتضمن دعوة للإنسان العربى في مصر وغيرها لكى يقتحم الخطر، ولا يقف عند الحدود الناعمة الساذجة للحياة.

## شخصيات الرواية
عمر الحمزاوي: محامٍ ناجح، يعاني من فراغ داخلي وضجر وجودي رغم امتلاكه المال والمكانة، ويبدأ رحلة بحث عن اليقين الروحي والمعنى الحقيقي للحياة.
زينب (كاميليا فؤاد): زوجته المسيحية التي أسلمت، تمثل الاستقرار والحنان، لكنها تتحول في نظره إلى رمز للرتابة والملل.
بثينة: ابنته الكبرى، شاعرة شابة ترث موهبة والدها، وتُجسد امتدادًا روحيًا له، كما ترتبط لاحقًا بعثمان خليل.
جميلة: الابنة الصغرى، حضورها أقل لكنه يعكس الجانب العائلي في حياة عمر.
مصطفى المنياوي: صديق عمر، صحفي ومؤلف، يمثل الانتهازية والانسحاب من النضال، ويُظهر جانبًا من التسلية والبرجوازية.
عثمان خليل: رفيق عمر في النضال الجامعي، قضى 20 عامًا في السجن، ويجسد الثائر الذي لم يتخلَّ عن مبادئه، ويتزوج بثينة لاحقًا.
حامد صبري: طبيب وصديق قديم، يمثل التوازن والعقلانية، ويقدم لعمر نصائح واقعية لعلاج أزمته النفسية.
وردة: راقصة ومغنية، تدخل حياة عمر كرمز للبحث عن اللذة والهروب من الواقع، لكنها لا تمنحه النشوة التي يبحث عن

## اقتباسات من الرواية
"ما أجمل كل زمان باستثناء الآن." تعبير عن الحنين إلى الماضي والضيق بالحاضر.
"يوجد نوعان من الحكومة... حكومة يجيء بها الشعب فهي تعطي الفرد حقه من الاحترام الإنساني، وحكومة تجيء بها الدولة فهي تعطي للدولة حقها من التقديس ولو على حساب الفرد." نقد سياسي عميق لطبيعة السلطة.
"أرهقتني الوحشة في الزحام." تصوير دقيق للشعور بالاغتراب وسط الناس.
"عندما يظفر قلبك بضالته سيجد نفسه خارج أسوار الزمان والمكان." تأمل في الحب كحالة تتجاوز الواقع.
"إن لم تستطع أن تستلفت أنظار الناس بالتفكير العميق الطويل، فقد تستطيعه بأن تجري عارياً في ميدان الأوبرا." سخرية لاذعة من السعي وراء الانتباه.
"الموت يمثل أملاً حقيقياً في حياة الإنسان."2 رؤية فلسفية للموت كخلاص.

"الإنسان، إما أن يكون الإنسانية جمعاء، وإما أن يكون لا شيء." دعوة للتكامل الإنساني أو الانعدام.

## أسلوب الرواية
تُكتب رواية الشحاذ بأسلوب سردي فلسفي يمزج بين الواقعية النفسية والرمزية الوجودية، حيث يعتمد نجيب محفوظ على تقنيات الحوار الداخلي والتداعي الحر لتجسيد أزمة البطل عمر الحمزاوي في بحثه عن المعنى واليقين. تتسم اللغة بالبساطة الظاهرة التي تخفي عمقًا فكريًا، وتتنوع بين الفصحى والعامية، مما يعكس التوتر بين الحياة اليومية والتأملات الروحية. كما يوظف محفوظ الأسلوب التأملي في وصف الشخصيات والأماكن، ويستخدم البناء الزمني غير الخطي لتكثيف الشعور بالضياع والقلق، مما يجعل الرواية نموذجًا للأدب الذهني الذي يستكشف أبعاد الإنسان النفسية والوجودية في سياق اجتماعي متغير.